# Lagoa da Prata
Lagoa da Prata è un comune del Brasile nello Stato del Minas Gerais, parte della mesoregione Central Mineira e della microregione di Bom Despacho.